# David Frizzell
David Frizzell (* 26. September 1941 in El Dorado, Arkansas) ist ein US-amerikanischer Country-Sänger. Sein größter Hit ist I'm Gonna Hire a Wino to Decorate Our Home aus dem Jahr 1982.

## Leben
David trampte im Alter von zwölf Jahren nach Kalifornien, um in der Band seines berühmten Bruders Lefty Frizzell mitzuspielen. 1958 erhielt er auf Vermittlung seines Bruders einen ersten Schallplattenvertrag.
Über lange Jahre nahm er immer wieder mehr oder weniger erfolglos Platten auf. Er wechselte häufig das Label und den Wohnsitz, trat für kurze Zeit in die US Air Force ein und war Clubbesitzer. 1981 nahm er gemeinsam mit Shelly West, die mit seinem jüngeren Bruder Allen verheiratet war, einige Songs auf, darunter You're the Reason God Made Oklahoma.
Das Lied wurde zunächst von verschiedenen Schallplattenfirmen abgelehnt, tauchte dann aber in einem Clint-Eastwood-Film auf und wurde anschließend zum Hit. Shellys und Davids Interpretation wurde im selben Jahr sowohl von der CMA als auch von der ACM als „Vocal Duett of the Year“ ausgezeichnet. Das Duo hatte mit Another Honky Tonk Night on Broadway und I Just Came Here to Dance zwei weitere Erfolge. Ihr letzter gemeinsamer Hit war It's a Be Together Night; nach 1984 gingen sie getrennte Wege.

## Karriere
Frizzell schaffte 1982 mit I'm Gonna Hire a Wino to Decorate Our Home einen Nummer-1-Hit und ein Jahr später mit Lost My Baby Blues eine Top-10-Platzierung. 1984 war seine kurze Erfolgssträhne mit A Million Light Beers Ago zu Ende. Die folgenden Jahre brachten erneut nur Misserfolge. 2001 produzierte er nach mehr als zehnjähriger Aufnahmepause das Album 2001.
David Frizzell schaffte es nie, aus dem Schatten seines übermächtigen Bruders herauszutreten. Er ist seit über fünfzig Jahren im Geschäft, von denen nur wenige gut waren. Er blieb aber immer der Country-Musik verbunden, auch wenn es oft nur zu Auftritten in Las Vegas oder auf Kreuzfahrtschiffen reichte.

## Diskografie

### Alben
| Jahr | Titel                                  | Höchstplatzierung, Gesamtwochen, AuszeichnungChartsChartplatzierungen (Jahr, Titel, Platzierungen, Wochen, Auszeichnungen, Anmerkungen) | Anmerkungen     |
| Jahr | Titel                                  | US | Anmerkungen     |
| ---- | -------------------------------------- | --- | --------------- |
| 1981 | Carryin’ On The Family Name            | Country6 (79 Wo.)Country |                 |
| 1982 | The David Frizzell & Shelly West Album | Country8 (42 Wo.)Country |                 |
| 1982 | Family’s Fine But This One’s Mine      | Country7 (42 Wo.)Country |                 |
| 1983 | On My Own Again                        | Country32 (15 Wo.)Country |                 |
| 1983 | In Session                             | Country33 (12 Wo.)Country |                 |
| 1984 | Golden Duets                           | Country45 (22 Wo.)Country | mit Shelly West |
| 1984 | Golden Duetts                          | Country45 (22 Wo.)Country | mit Shelly West |

Weitere Alben
- 1982: Our Best To You
- 1993: My Life Is Just A Bridge
- 1996: Sings Lefty
- 1999: For The Love Of Country
- 2000: David Frizzell Sings Lefty’s Greatest Hits
- 2001: 2001
- 2002: Takes On the Road

### Singles
| Jahr | Titel Album                                    | Höchstplatzierung, Gesamtwochen, AuszeichnungChartsChartplatzierungen (Jahr, Titel, Album, Platzierungen, Wochen, Auszeichnungen, Anmerkungen) | Anmerkungen     |
| Jahr | Titel Album                                    | Country | Anmerkungen     |
| ---- | ---------------------------------------------- | --- | --------------- |
| 1970 | L.A. International Airport –                   | Country67 (3 Wo.)Country |                 |
| 1970 | I Just Can't Help Believing –                  | Country36 (10 Wo.)Country |                 |
| 1971 | Goodbye –                                      | Country73 (2 Wo.)Country |                 |
| 1973 | Words Don’t Come Easy –                        | Country63 (5 Wo.)Country |                 |
| 1973 | Take Me One More Ride –                        | Country94 (4 Wo.)Country |                 |
| 1976 | A Case of You –                                | Country100 (1 Wo.)Country |                 |
| 1981 | You’re The Reason God Made Oklahoma –          | Country1 (17 Wo.)Country | mit Shelly West |
| 1981 | A Texas State of Mind –                        | Country9 (15 Wo.)Country | mit Shelly West |
| 1981 | Lefty –                                        | Country45 (9 Wo.)Country |                 |
| 1981 | Husbands and Wives –                           | Country16 (16 Wo.)Country | mit Shelly West |
| 1982 | Another Honky Tonk Night on Broadway –         | Country8 (18 Wo.)Country | mit Shelly West |
| 1982 | I’m Gonna Hire a Wino to Decorate Our Home –   | Country1 (23 Wo.)Country |                 |
| 1982 | I Just Came Here To Dance –                    | Country4 (18 Wo.)Country | mit Shelly West |
| 1982 | Lost My Baby Blues –                           | Country5 (20 Wo.)Country |                 |
| 1982 | Please Surrender –                             | Country43 (11 Wo.)Country | mit Shelly West |
| 1983 | Cajun Invitation –                             | Country52 (10 Wo.)Country | mit Shelly West |
| 1983 | Where Are You Spending Your Night These Days – | Country10 (16 Wo.)Country |                 |
| 1983 | Pleasure Island –                              | Country71 (4 Wo.)Country | mit Shelly West |
| 1983 | A Million Light Beers Ago –                    | Country39 (13 Wo.)Country |                 |
| 1984 | Black & White –                                | Country64 (6 Wo.)Country |                 |
| 1984 | Silent Partners –                              | Country20 (17 Wo.)Country | mit Shelly West |
| 1984 | Who Dat –                                      | Country60 (6 Wo.)Country |                 |
| 1984 | When We Get Back To The Farm –                 | Country49 (9 Wo.)Country |                 |
| 1984 | It’s a Be Together Night –                     | Country13 (20 Wo.)Country | mit Shelly West |
| 1984 | No Way Jose –                                  | Country49 (13 Wo.)Country |                 |
| 1985 | Country Music Love Affair –                    | Country63 (7 Wo.)Country |                 |
| 1985 | Do Me Right –                                  | Country60 (8 Wo.)Country | mit Shelly West |
| 1986 | Celebrity –                                    | Country71 (5 Wo.)Country |                 |